# Bauyrżan Isłamchan
Bauyrżan Jerbosynuły Isłamchan (kaz. Бауыржан Ербосынұлы Исламхан, ur. 23 lutego 1993 w Tarazie) – kazachski piłkarz grający na pozycji ofensywnego pomocnika. Od 2014 jest zawodnikiem klubu Kajrat Ałmaty.

## Kariera klubowa
Swoją karierę piłkarską Islamchan rozpoczął w klubie FK Taraz. W 2011 roku awansował do pierwszego zespołu. 6 marca 2011 zadebiutował w nim w Priemjer-Lidze w przegranym 0:1 domowym meczu z Irtyszem Pawłodar. W debiutanckim sezonie stał się podstawowym zawodnikiem Tarazu. Grał w nim do końca 2012 roku.
W 2013 roku Isłamchan został zawodnikiem rosyjskiego Kubania Krasnodar. Nie zadebiutował w nim jednak i w tym samym roku został wypożyczony do FK Astana. W klubie tym swój debiut zaliczył 23 czerwca 2013 w przegranym 1:2 wyjazdowym meczu z FK Aktöbe. W sezonie 2013 wywalczył z Astaną wicemistrzostwo Kazachstanu.
W 2014 roku Isłamchan przeszedł do Kajratu Ałmaty. Swój debiut w nim zanotował 15 marca 2014 w przegranym 0:1 domowym meczu z FK Atyrau. W listopadzie 2014 zagrał w zwycięskim 4:1 finale Pucharu Kazachstanu z FK Aktöbe.
Trzykrotnie (2014, 2016 i 2019) wybierany najlepszym piłkarzem w Kazachstanie.
We wrześniu 2020 w pobranej od niego próbce wykryto niedozwolone środki dopingujące, za co został ukarany dwuletnią dyskwalifikacją, biegnącą od 9 listopada 2020.
| Sezon   | Klub            | Kraj       | Rozgrywki     | Mecze | Bramki |
| ------- | --------------- | ---------- | ------------- | ----- | ------ |
| 2011    | FK Taraz        | Kazachstan | Priemjer-Liga | 27    | 2      |
| 2012    | FK Taraz        | Kazachstan | Priemjer-Liga | 22    | 4      |
| 2012/13 | Kubań Krasnodar | Rosja      | Priemjer-Liga | 0     | 0      |
| 2013    | FK Astana       | Kazachstan | Priemjer-Liga | 7     | 1      |
| 2014    | Kajrat Ałmaty   | Kazachstan | Priemjer-Liga | 31    | 5      |
| 2015    | Kajrat Ałmaty   | Kazachstan | Priemjer-Liga | 29    | 7      |
| 2016    | Kajrat Ałmaty   | Kazachstan | Priemjer-Liga |       |        |

## Kariera reprezentacyjna
W swojej karierze Isłamchan występował w młodzieżowych reprezentacjach Kazachstanu. W dorosłej reprezentacji Kazachstanu zadebiutował 29 lutego 2012 w zremisowanym 0:0 towarzyskim meczu z Łotwą, rozegranym w Antalyi.